# Дискография CLC
Дискография южнокорейской гёрл-группы CLC, включает в себя 10 мини-альбомов и 14 синглов и видеоклипов.
CLC дебютировали в составе пяти человек с мини-альбомом First Love релиз которого состоялся 19 марта 2015 года. 28 мая того же года был выпущен второй мини-альбом Question.
29 февраля 2016 года был выпущен третий мини-альбом Refress Это стал первый релиз группы в обновлённом составе — были добавлены Элки и Ынбин. Японский дебют CLC состоялся 13 апреля с выходом мини-альбома High Heels. 30 мая был выпущен четвёртый корейский мини-альбом Nu.Clear. 27 июля был выпущен второй японский мини-альбом Chamisma, ставший первым топ-10 релизом в японском чарте.

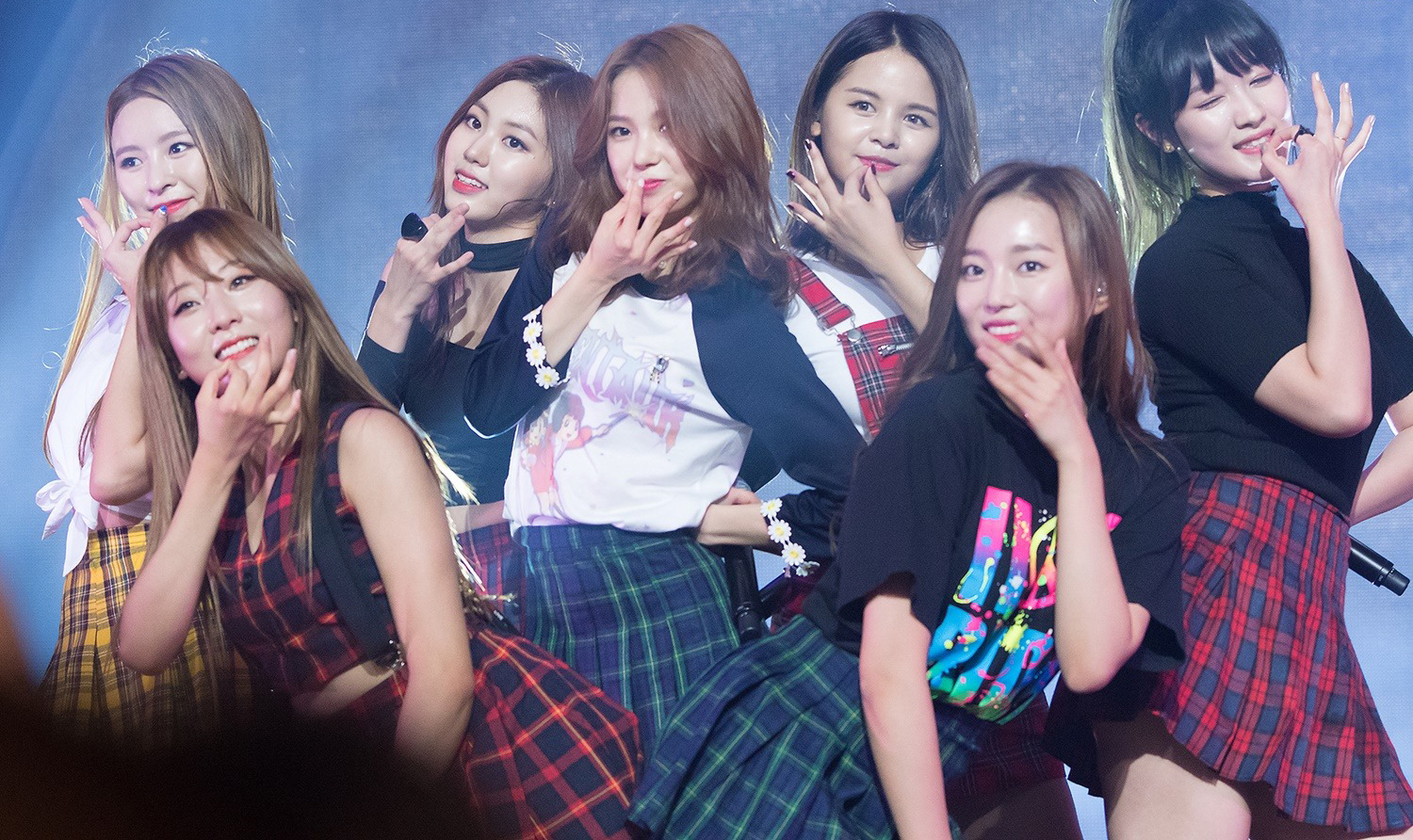
CLC на Asia Music Stage, сентябрь 2016 года

17 января 2017 года был выпущен пятый корейский мини-альбом Crystyle. Концепт был вдохновлён хип-хопом и стал более харизматичным; одним из авторов главного сингла «Hobgoblin (도깨비)» стала Хёна. 3 августа был выпущен шестой мини-альбом Free'sm; название является словослиянием слов «prism» и «free», что объясняет концепцию группы для данного релиза.
Седьмой мини-альбом Black Dress был выпущен 22 февраля 2018 года. 30 января 2019 года состоялся релиз восьмого мини-альбома No.1. Одними из авторов сингла «No» стали Еын и Соён. 12 февраля CLC одержали свою первую победу на музыкальном шоу с момента дебюта.

## Альбомы

### Сингловые-альбомы
| Название   | Детали                                                                                         | Пиковые позиции | Продажи       |
| Название   | Детали                                                                                         | KOR             | Продажи       |
| ---------- | ---------------------------------------------------------------------------------------------- | --------------- | ------------- |
| Helicopter | - Релиз: 2 сентября 2020 года (KOR) - Лейбл: Cube Entertainment - Формат: CD, digital download | 8               | - KOR: 18,987 |

## Мини-альбомы
| Название                                                                     | Детали                                                                                          | Пиковые позиции | Пиковые позиции | Пиковые позиции | Пиковые позиции | Пиковые позиции | Продажи                   |
| Название                                                                     | Детали                                                                                          | KOR             | JPN             | US Heat.        | US Ind.         | US World        | Продажи                   |
| ---------------------------------------------------------------------------- | ----------------------------------------------------------------------------------------------- | --------------- | --------------- | --------------- | --------------- | --------------- | ------------------------- |
| First Love                                                                   | - Релиз: 19 марта, 2015 (KOR) - Лейбл: Cube Entertainment - Формат: CD, digital download        | 9               | —               | —               | —               | —               | - KOR: 5,277              |
| Question                                                                     | - Релиз: 28 мая, 2015 (KOR) - Лейбл: Cube Entertainment - Формат: CD, digital download          | 9               | —               | —               | —               | —               | - KOR: 4,575              |
| Refresh                                                                      | - Релиз: 29 февраля, 2016 (KOR) - Лейбл: Cube Entertainment - Формат: CD, digital download      | 6               | —               | —               | —               | —               | - KOR: 2,644              |
| High Heels                                                                   | - Релиз: 13 апреля, 2016 (JPN) - Лейбл: Cube Entertainment Japan - Формат: CD, digital download | —               | 23              | —               | —               | —               | - JPN: 2,599              |
| Nu.Clear                                                                     | - Релиз: 30 мая, 2016 (KOR) - Лейбл: Cube Entertainment - Формат: CD, digital download          | 16              | —               | —               | —               | —               | - KOR: 4,556              |
| Chamisma                                                                     | - Релиз: 27 июля, 2016 (JPN) - Лейбл: Cube Entertainment Japan - Формат: CD, digital download   | —               | 16              | —               | —               | —               | - JPN: 4,775              |
| Crystyle                                                                     | - Релиз: 17 января, 2017 (KOR) - Лейбл: Cube Entertainment - Формат: CD, digital download       | 10              | —               | —               | —               | 6               | - KOR: 5,769              |
| Free'sm                                                                      | - Релиз: 3 августа, 2017 (KOR) - Лейбл: Cube Entertainment - Формат: CD, digital download       | 10              | —               | —               | —               | 14              | - KOR: 4,355              |
| Black Dress                                                                  | - Релиз: 22 февраля, 2018 (KOR) - Лейбл: Cube Entertainment - Формат: CD, digital download      | 12              | —               | —               | —               | 7               | - KOR: 8,016              |
| No.1                                                                         | - Релиз: 30 января, 2019 (KOR) - Лейбл: Cube Entertainment - Формат: CD, digital download       | 4               | —               | 19              | 49              | 5               | - KOR: 12,836 - US: 1,000 |
| "—" denotes releases that did not chart or were not released in that region. |                                                                                                 |                 |                 |                 |                 |                 |                           |

## Синглы
| Название                                                                     | Год  | Пиковые позиции в чартах | Пиковые позиции в чартах | Продажи (download) | Альбом               |
| Название                                                                     | Год  | KOR                      | US World                 | Продажи (download) | Альбом               |
| ---------------------------------------------------------------------------- | ---- | ------------------------ | ------------------------ | ------------------ | -------------------- |
| «Pepe»                                                                       | 2015 | 143                      | —                        | - KOR: 34,690      | First Love           |
| «Eighteen»                                                                   | 2015 | —                        | —                        | - KOR: 8,193       | Refresh              |
| «Like» (궁금해)                                                              | 2015 | 173                      | —                        | - KOR: 21,104      | Question             |
| «High Heels» (예뻐지게)                                                      | 2016 | 120                      | —                        | - KOR: 14,278      | Refresh & High Heels |
| «No Oh Oh» (아니야)                                                          | 2016 | 144                      | —                        | - KOR: 17,484      | Nu.Clear             |
| «Chamisma»                                                                   | 2016 | —                        | —                        | N/A                | Chamisma             |
| «Hobgoblin» (도깨비)                                                         | 2017 | —                        | 4                        | N/A                | Crystyle             |
| «Where Are You?» (어디야?)                                                   | 2017 | —                        | —                        | N/A                | Free'sm              |
| «To the Sky»                                                                 | 2018 | —                        | —                        | N/A                | Black Dress          |
| «Black Dress»                                                                | 2018 | —                        | 5                        | N/A                | Black Dress          |
| «No»                                                                         | 2019 | —                        | 4                        | - US: 1,000        | No.1                 |
| «Me» (美)                                                                    | 2019 | —                        | 5                        | - US: 1,000        | Non-album singles    |
| «Devil»                                                                      | 2019 | —                        | 7                        | - US: 1,000        | Non-album singles    |
| «Helicopter»                                                                 | 2020 | —                        | 6                        | N/A                | Non-album singles    |
| "—" denotes releases that did not chart or were not released in that region. |      |                          |                          |                    |                      |

## Коллаборации
| Название                      | Год  | Другие артисты                                                             | Альбом                     |
| ----------------------------- | ---- | -------------------------------------------------------------------------- | -------------------------- |
| «Special Christmas»           | 2016 | Хёна, Чан Хёнсын, BtoB, Ро Джихун, PENTAGON                                | 2016 United Cube Project 1 |
| «Follow Your Dreams» (한걸음) | 2018 | Хёна, Джо Квон, BtoB, PENTAGON, Ю Сынхо, (G)I-DLE                          | Non-album single           |
| «Upgrade»                     | 2018 | Хёна, Джо Квон, BtoB, PENTAGON, Ю Сынхо, (G)I-DLE                          | Non-album single           |
| «Young & One»                 | 2018 | Хёна, Джо Квон, BtoB, PENTAGON, Ю Сынхо, (G)I-DLE                          | Non-album single           |
| «Mermaid»                     | 2018 | Еын вместе: Ли Минхёк, Шин Пэниэль, Сон Ильхун, Усок (Pentagon) и Чон Соён | Non-album single           |

## Саундтреки
| Название                        | Год  | Альбом                  |
| ------------------------------- | ---- | ----------------------- |
| «Remember Your Wish»            | 2015 | Ar:piel OST             |
| "지금은 연구중"                 | 2015 | Ar:piel OST             |
| «Pounding Love» (두근두근 러브) | 2016 | Choco Bank OST          |
| «Really Bad Guy» (오빠나빠요)   | 2019 | My Fellow Citizens! OST |

## Видеоклипы
| Название                     | Год  | Режиссёр                          |
| ---------------------------- | ---- | --------------------------------- |
| «Pepe»                       | 2015 | Hong Won-ki (Zanybros)            |
| «Curious (Like)»             | 2015 | Hong Won-ki (Zanybros)            |
| «High Heels»                 | 2016 | Hong Won-ki (Zanybros)            |
| «High Heels (Japanese ver.)» | 2016 | Hong Won-ki (Zanybros)            |
| «No Oh Oh»                   | 2016 | Im Seong-gwan (Purple Straw Film) |
| «Chamisma»                   | 2016 | Неизвестно                        |
| «Hobgoblin»                  | 2017 | Vikings League                    |
| «Where Are You?»             | 2017 | Shin Hee-won                      |
| «Black Dress»                | 2018 | Kim Jakyoung (flexiblepictures)   |
| «Distance»                   | 2018 | Неизвестно                        |
| «No»                         | 2019 | Kim Jakyoung (flexiblepictures)   |
| «Me»                         | 2019 | Неизвестно                        |

### Комментарии
1. ↑  "Eighteen" did not enter the Gaon Digital chart top 100, but peaked at no. 370 on the Gaon Domestic Digital Chart.[24]
2. ↑  "High Heels (Japanese ver.)" was released on April 13, 2016 as the title track from the group's Japanese debut mini album, High Heels.
3. ↑  "No" did not enter the Gaon Digital Chart, but appeared at number 111 on the component Download Chart.[29]
4. ↑  «Devil» не вошел в Gaon Digital Chart top 200, но появился под номером 154 на диаграмме загрузки.[30]